# Louise Fletcher

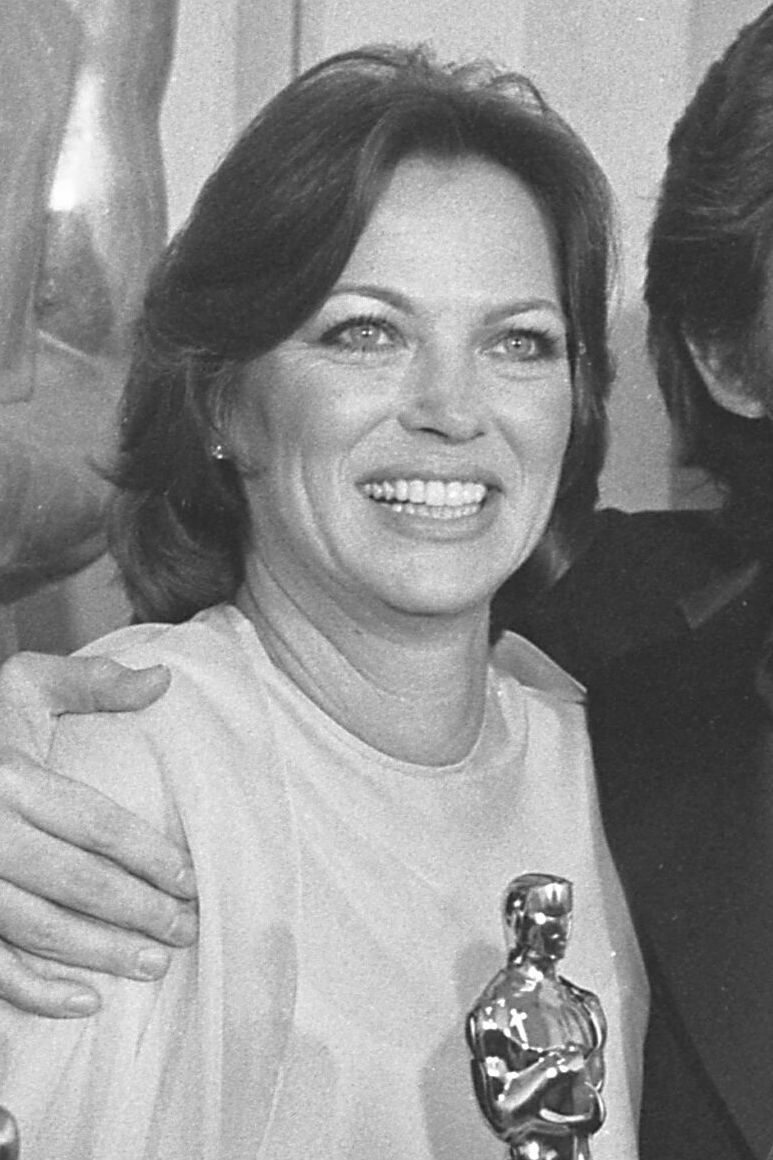
Louise Fletcher mit ihrem Oscar für Einer flog über das Kuckucksnest, Academy Awards 1976, Foto: UCLA Library

Estelle Louise Fletcher (* 22. Juli 1934 in Birmingham, Alabama; † 23. September 2022 in Montdurausse, Frankreich) war eine US-amerikanische Schauspielerin und Oscar-Preisträgerin. Ihre wohl bekannteste Rolle spielte sie als tyrannische Oberschwester Ratched im Filmdrama Einer flog über das Kuckucksnest (1975), was ihr den Oscar als Beste Hauptdarstellerin einbrachte. Sie hatte später wiederkehrende Rollen in den Fernsehserien Picket Fences und Star Trek: Deep Space Nine.

## Leben und Karriere
Fletcher wurde als Tochter der gehörlosen Eltern Robert und Estelle Fletcher geboren, daher wurde ihr das Sprechen von einer Tante beigebracht, die sie auch mit der Schauspielerei in Kontakt brachte. Nach dem Abschluss der University of North Carolina und ersten Schauspielerfahrungen im Sommertheater zog es sie nach Los Angeles in Kalifornien, wo sie tagsüber als Sekretärin arbeitete und am Abend Schauspielunterricht nahm. Es folgten Auftritte in verschiedenen Fernsehproduktionen und 1963 eine kleinere Nebenrolle in dem Film Der Kommodore. Mit der Größe von 1,78 Metern zu dieser Zeit war Fletcher größer als einige ihrer männlichen Mitdarsteller, was für ihre Karriere von Nachteil war. Nach 1963 zog sie sich für ein Jahrzehnt aus dem Schauspielgeschäft zurück, um sich der Erziehung ihrer Kinder zu widmen.
1974 kehrte Louise Fletcher in Robert Altmans Diebe wie wir zum Film zurück. Miloš Forman sah sie und besetzte mit ihr die Rolle der tyrannischen Oberschwester Mildred Ratched in Einer flog über das Kuckucksnest, der Verfilmung von Ken Keseys gleichnamigen Roman. Für diese Rolle als Gegenspielerin von Jack Nicholsons Hauptfigur erhielt sie einen Oscar als Beste Hauptdarstellerin sowie den Golden Globe Award als beste Hauptdarstellerin in einem Drama. Das American Film Institute führt ihre Figur der Schwester Ratched als Platz 5 auf seiner Liste der 100 besten amerikanischen Filmbösewichte aller Zeiten.

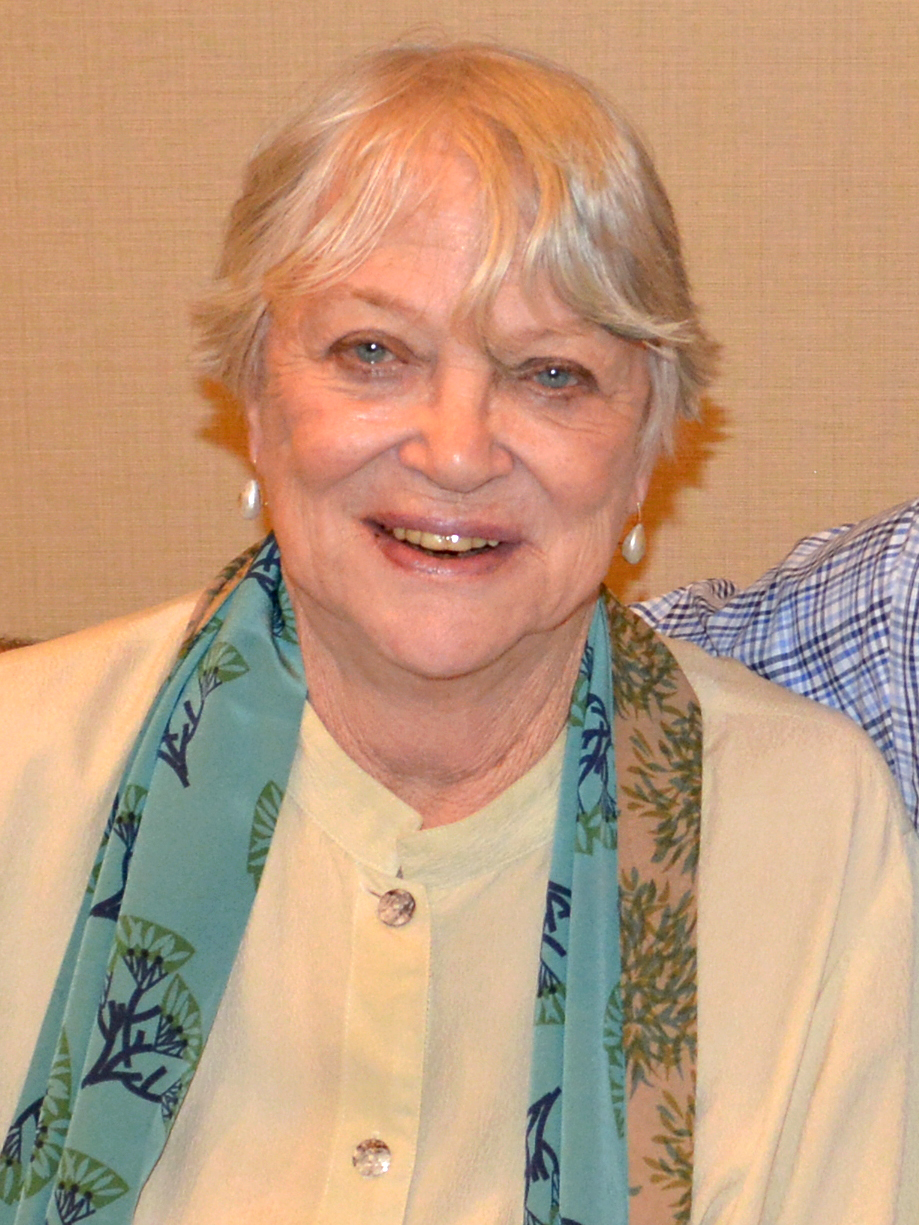
Louise Fletcher, 2014

Nach dem Oscar und ihrer ikonischen Rolle als Schwester Mildred Ratched konnte Fletcher sich nicht als Hollywood-Star etablieren, was auch teilweise dem Umstand zugeschrieben wurde, dass sie bei ihrem Durchbruch im jugendfixierten Hollywood bereits über 40 Jahre alt war. Sie fand allerdings in Charakterrollen und als Nebendarstellerin stete Beschäftigung. Fletcher trat dabei in Filmen wie Exorzist II – Der Ketzer (1977), Der Schmalspurschnüffler (1978), Projekt Brainstorm (1983), Der Feuerteufel (1984), Invasion vom Mars (1986) und Eiskalte Engel (1999) auf. Hauptrollen hatte sie in den Psychothrillern Blumen der Nacht (1987) und Natural Enemies (1979), letzterer mit Hal Holbrook als ihrem Ehemann, der ihr nach dem Leben trachtet.
Neben Kinofilmen war Fletcher in späteren Jahren auch in zahlreichen Fernsehserien zu sehen. Für ihre wiederkehrende Rolle in der Fernsehserie Picket Fences wurde sie für einen Emmy Award nominiert. Außerdem hatte sie eine wiederkehrende Rolle in der Science-Fiction-Serie Star Trek: Deep Space Nine als Kai Winn, die religiöse Führerin der Bajoraner. In den Jahren 2011 und 2012 spielte sie in der US-Serie Shameless eine Ex-Inhaftierte und Mutter der von William H. Macy verkörperten Hauptfigur der Serie. Ihre letzte Rolle übernahm Fletcher 2017 in der Fernsehserie Girlboss.
Louise Fletcher war von 1960 bis zur Scheidung im Jahre 1977 mit dem Filmproduzenten Jerry Bick (1923–2004) verheiratet und hat aus dieser Ehe zwei Söhne. Sie erregte Aufsehen, als sie nach der Scheidung eine kurze Beziehung mit dem fast 21 Jahre jüngeren Morgan Mason, dem Sohn des Schauspielers James Mason, einging. Fletcher starb im September 2022 im Alter von 88 Jahren in ihrem Haus in Südfrankreich, wo sie neben ihrem Haus in Los Angeles einen zweiten Wohnsitz hatte.

## Filmografie (Auswahl)
- 1958: Flight (Fernsehserie, Folge 1×07)
- 1958: Yancy Derringer (Fernsehserie, Folge 1×12)
- 1959: Maverick (Fernsehserie, Folge 2×21)
- 1959: 77 Sunset Strip (Fernsehserie, Folge 1×29)
- 1959: Die Unbestechlichen (The Untouchables, Fernsehserie, Folge 1×02)
- 1960: Sugarfoot (Fernsehserie, Folge 3×19)
- 1960: Perry Mason (Fernsehserie, 2 Folgen)
- 1963: Der Kommodore (A Gathering of Eagles)
- 1973: Medical Center (Fernsehserie, Folge 5×08)
- 1974: Can Ellen Be Saved? (Fernsehfilm)
- 1974: Diebe wie wir (Thieves Like Us)
- 1975: Russisches Roulette (Russian Roulette)
- 1975: Einer flog über das Kuckucksnest (One Flew Over the Cuckoo’s Nest)
- 1977: Exorzist II – Der Ketzer (Exorcist II: The Heretic)
- 1978: Der Schmalspurschnüffler (The Cheap Detective)
- 1979: Die Frau in Rot (The Lady in Red)
- 1979: Der Magier (The Magician of Lublin)
- 1980: Amsterdam 1940 - The Lucky Star (The Lucky Star)
- 1980: Mama Dracula
- 1981: Die Experimente des Dr. S. (Strange Behavior)
- 1983: Das Geheimnis von Centreville (Strange Invaders)
- 1983: Projekt Brainstorm (Brainstorm)
- 1984: Der Feuerteufel (Firestarter)
- 1984: Es war einmal in Amerika (Once Upon a Time in America)
- 1984: Overnight Sensation (Kurzfilm)
- 1985: Unser neuer Bruder (A Summer to Remember, Fernsehfilm)
- 1986: Invasion vom Mars (Invaders from Mars)
- 1986: Der Knabe, der fliegen konnte (The Boy Who Could Fly)
- 1986: Sei stark, Cassie! (Nobody’s Fool)
- 1987: Blumen der Nacht (Flowers in the Attic)
- 1988: Two Moon Junction
- 1989: The Karen Carpenter Story (Fernsehfilm)
- 1989: Karate Tiger IV – Best of the Best (Best of the Best)
- 1989: Shadowzone
- 1990: Blue Steel
- 1990: In der Hitze der Nacht (In the Heat of the Night, Fernsehserie, Folge 3×14)
- 1990: Nightmare – Hotel des Grauens (Nightmare on the 13th Floor, Fernsehfilm)
- 1991: Der Hitchhiker (The Hitchhiker, Fernsehserie, Folge 6×18)
- 1991: Geschichten aus der Gruft (Tales from the Crypt, Fernsehserie, Folge 3×05)
- 1991: Der Taylor-Mord – Kampf um ein Kind (In a Child's Name, Miniserie, 2 Folgen)
- 1992: The Player (Cameo-Auftritt)
- 1992: Blind Vision – Tödliche Leidenschaft (Blind Vision)
- 1993: American Inferno (The Fire Next Time, zweiteiliger Fernsehfilm)
- 1993–1999: Star Trek: Deep Space Nine (Fernsehserie, 15 Folgen)
- 1994: Auf brennendem Eis (On Deadly Ground)
- 1994: Das Geheimnis von Seacliff Inn (The Haunting of Seacliff Inn, Fernsehfilm)
- 1994: Giorgino
- 1995: Virtuosity
- 1995: Two Moon – Im Rausch der Sinne (Return to Two Moon Junction)
- 1995–1997: V.R.5 (Fernsehserie, 6 Folgen)
- 1996: Nach eigenen Regeln (Mulholland Falls)
- 1996: Picket Fences – Tatort Gartenzaun (Picket Fences, Fernsehserie, 2 Folgen)
- 1996: Die Männer von Stepford (The Stepford Husbands, Fernsehfilm)
- 1996: Frankenstein: Immer Ärger mit den Monstern (Frankenstein and Me)
- 1996: 2 Tage in L. A. (2 Days in the Valley)
- 1996: High School High
- 1997: Der 100.000 $ Fisch (Gone Fishin’)
- 1997: Rache ist süß (The Girl Gets Moe)
- 1997: Verheiratet mit einem Fremden (Married to a Stranger, Fernsehfilm)
- 1997: Orchideen für eine Leiche (Heartless, Fernsehfilm)
- 1998: Profiler (Fernsehserie, 2 Folgen)
- 1998: Hollywood Salome (Johnny 316)
- 1998: Practice – Die Anwälte (The Practice, Fernsehserie, Folge 2×28)
- 1998: Love Kills
- 1998: Fantasy Island (Fernsehserie, Folge 1×04)
- 1999: Eiskalte Engel (Cruel Intentions)
- 1999: Des Teufels Rechnung (The Devil’s Arithmetic, Fernsehfilm)
- 1999: Ausgebeutet – Hölle hinter Gittern (Time Served, Fernsehfilm)
- 1999: Unschuldig verfolgt (A Map of the World)
- 2000: Big Eden
- 2000: More Dogs than Bones – Blutige Millionenjagd (More Dogs Than Bones)
- 2001: Interview mit einem Killer (Touched by a Killer)
- 2002: Manna from Heaven
- 2004: Die himmlische Joan (Joan of Arcadia, Fernsehserie, Folge 1×19)
- 2005: Eine himmlische Familie (7th Heaven, Fernsehserie, Folge 9×18)
- 2005: Emergency Room – Die Notaufnahme (ER, Fernsehserie, 3 Folgen)
- 2006: Weihnachten mit Dennis – Eine schöne Bescherung! (A Dennis the Menace Christmas)
- 2006: Fat Rose and Squeaky
- 2007: Das Geheimnis der kleinen Farm (The Last Sin Eater)
- 2009: Heroes (Fernsehserie, 2 Folgen)
- 2010: The Genesis Code
- 2010–2011: Private Practice (Fernsehserie, 2 Folgen)
- 2011–2012: Shameless (Fernsehserie, 4 Folgen)
- 2012: Meine Schwester mit den zwei Gesichtern (Of Two Minds, Fernsehfilm)
- 2013: A Perfect Man
- 2017: Girlboss (Fernsehserie, 2 Folgen)
- 2020: Grizzly II: Revenge (Grizzly II: The Predator) [1983 gedreht]

## Auszeichnungen

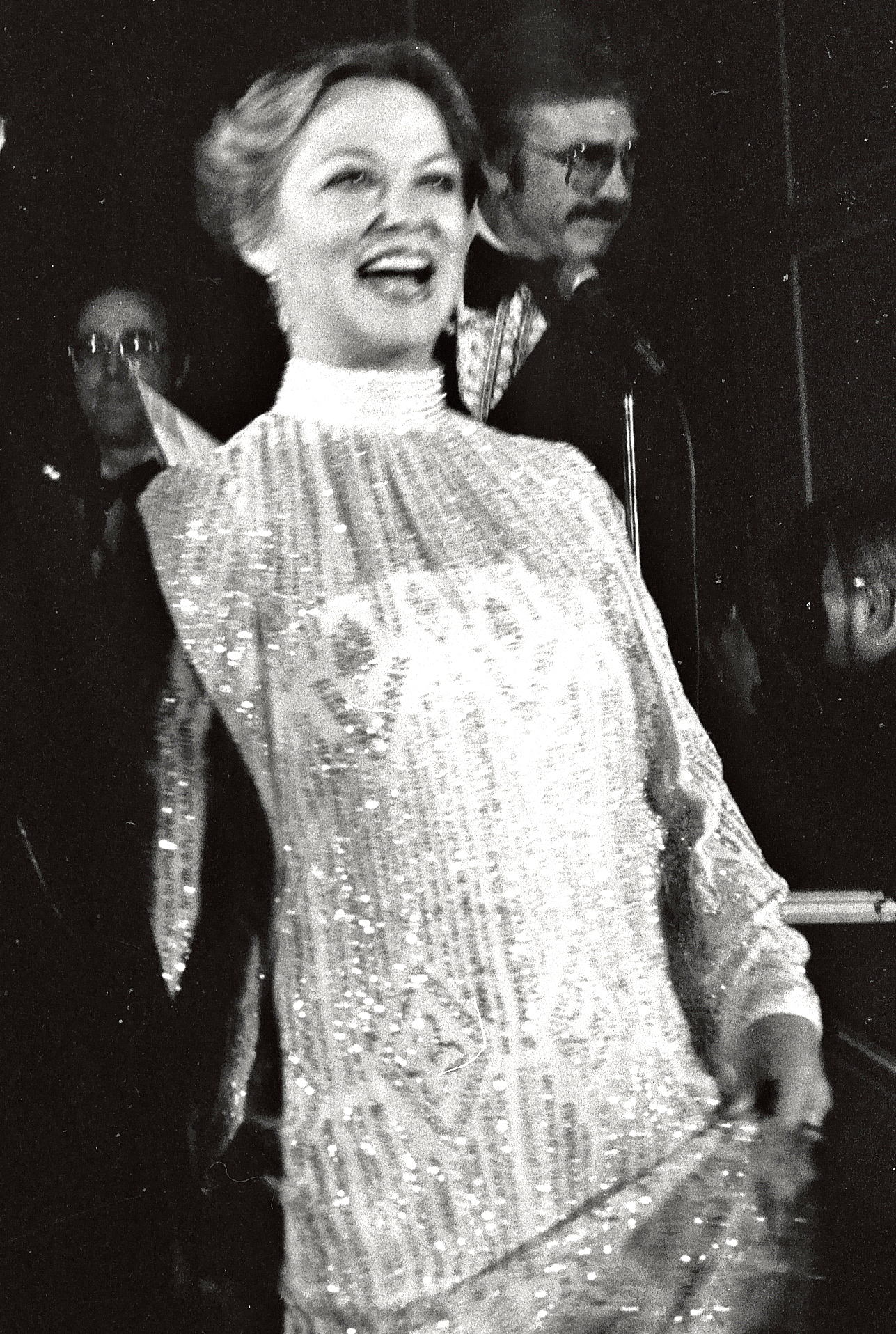
Louise Fletcher, 1979

- 1976: Oscar in der Kategorie Beste Hauptdarstellerin (für Rolle in Einer flog über das Kuckucksnest)
- 1976: Golden Globe in der Kategorie Beste Schauspielerin / Drama (für Rolle in Einer flog über das Kuckucksnest)
- 1977: BAFTA Award in der Kategorie Beste Schauspielerin (für Rolle in Einer flog über das Kuckucksnest)
- 1984: Saturn Award in der Kategorie Beste Schauspielerin (für Rolle in Projekt Brainstorm)
- 2005: Legend in Film Award des Palm Beach International Film Festival